# Vy Tåg

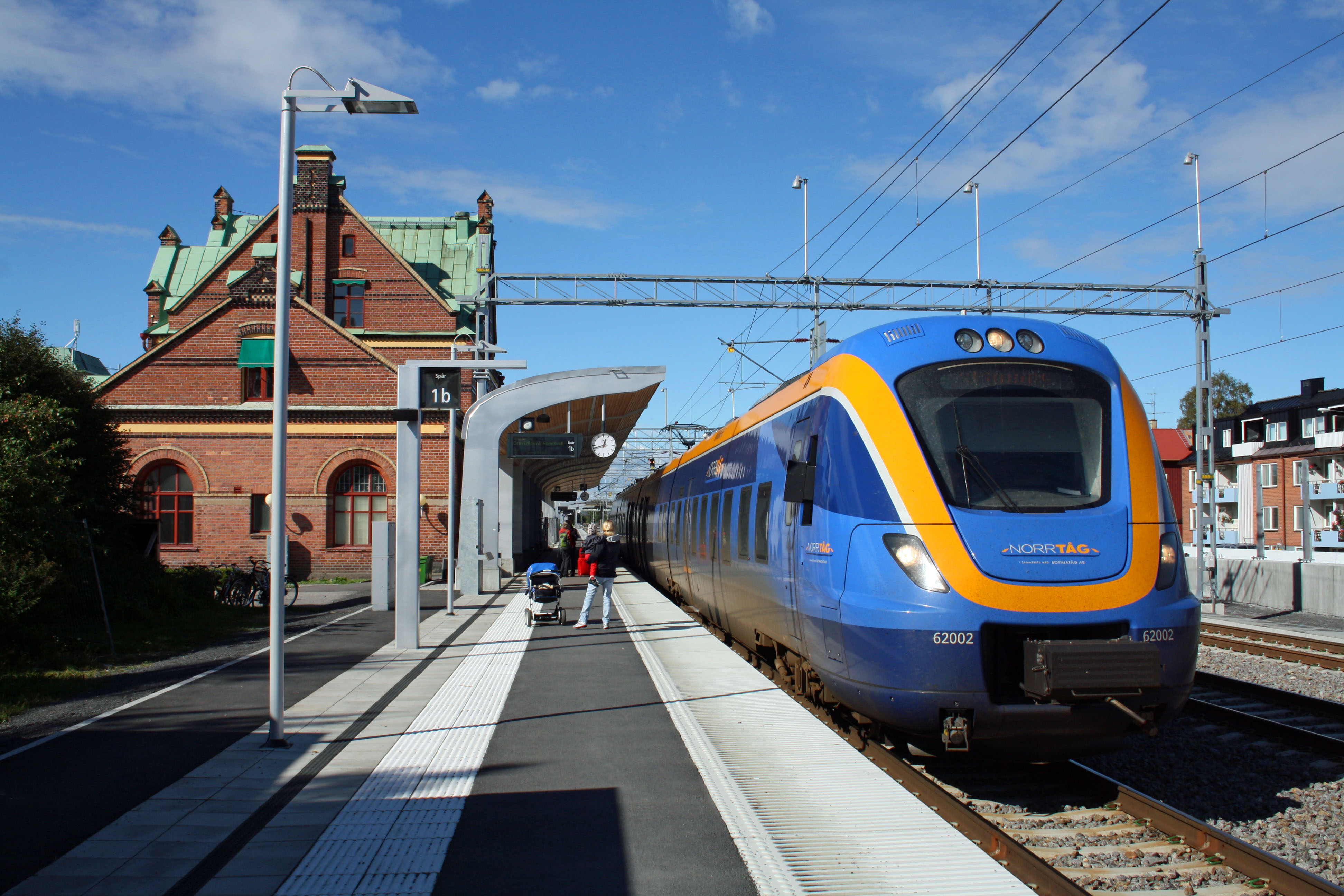
Потяг Norrtåg X62 в Умео, під орудою Vy Tåg

Vy Tåg AB — шведська залізнична компанія, що має франшизи в різних частинах Швеції. 
Компанія була заснована в 1999 році трьома колишніми працівниками залізниці Statens Järnvägar та інвестиційною компанією Småföretagsinvest/Fylkinvest.

В 2005 році Норвезька державна залізниця (НДЗ, тепер Vy) придбала 34% «Svenska Tågkompaniet», а пізніше, 31 жовтня 2006 року, збільшила свою частку до 85%. 

В 2007 НДЗ придбала решту компанії.
Раніше відома як Tågkompaniet або Svenska Tågkompaniet AB (Шведська залізнична компанія ), в 2019 році компанія змінила бренд на Vy Tåg.
У грудні 2020 року «Vy Tåg» взяла під оруду обслуговування пасажирських перевезень у Вермланді , Швеція, за дев’ятирічним контрактом з «Värmlandstrafik». 

У грудні 2020 року «Vy Tåg» також взяв під оруду експлуатацію нічних поїздів Шведської Транспортної Адміністрації між Стокгольмом і Норрландом на чотири роки.
Компанія має чотири франчайзингових контракти:
- Norrtåg
- Värmlandstrafik[en]
- X-Tåget (з X-Trafik)
- Krösatågen

## Поточний рухомий склад
- 3 X11 , в основному використовується між Умео-Ваннес і Лулео-Боден.
- 3 X50 (Upptåget), використовується по всій мережі, переважно Умео-Лулео, Лулео-Гапаранда та Лулео-Кіруна
- 2 X52 (Norrtåg), використовується по всій мережі, переважно Умео-Лулео, Лулео-Гапаранда та Лулео-Кіруна
- 12 X62 (Norrtåg), використовується між Сундсваллем-Сторлієном і Сундсваллем-Умео
- 1 Y31 (дизельний агрегат), що використовується між Умео-Лікселе як частини не електрифікованої лінії